# Cryptolabis (Cryptolabis) sordidipes
Cryptolabis (Cryptolabis) sordidipes is een tweevleugelige uit de familie steltmuggen (Limoniidae). De soort komt voor in het Neotropisch gebied.